# Veeneikbrug
De Veeneikbrug is een fiets- en voetgangersbrug die voor voetgangers en fietsers de verbinding legt tussen de Bijlmerweide in Amsterdam-Zuidoost (west) en het Diemerbos in Diemen (oost). De brug voert over de Provinciale weg N236 (Amsterdamse zijde), de Gaasp/Weespertrekvaart en de Stammerdijk (Diemerzijde). Aan de Amsterdamse zijde sluit ze aan op het Gulden Kruispad, in Diemen aan het Veeneikpad.
De brug is in 2002 in gebruik genomen en betekende voor de fietsers en voetgangers een veel kortere route tussen het Geerdinkhof in de Bijlmer en het Diemerbos. Voorheen moest men enkele kilometers omrijden, hetzij via Diemen over de brug naast de Tollensbrug dan wel via de Brug Driemond.De ingebruikname van de brug is door een verkeerde constructie jarenlang vertraagd waardoor de brug opnieuw moest worden geplaatst.
Vanuit de Bijlmerweide gaat de oprit, geplaatst op pilaren, vrij steil omhoog, waarna met twee metalen boogbruggen afgeschermd met vakwerk de Provincialeweg, de Gaasp en de Stammerdijk worden gekruist waarna de afrit, na één pilaar met een bocht naar rechts gaat en ook vrij steil naar beneden naar het Diemerbos voert. Bij regen of sneeuw kunnen de afritten glad zijn waarvoor ook een waarschuwingsbord aanwezig is. Bij gladheid kan er niet gestrooid worden op de brug, omdat deze grotendeels voorzien is van roosters (persrooster), waardoor het strooisel op de Provincialeweg, in de Gaasp of op de Stammerdijk terecht zou komen. Het ontwerp kwam ZJA Architecten. De verlichting is geheel weggewerkt in de balustraden/leuningen.
De brug wordt beheerd door Groengebied Amstelland en is daarom niet genummerd als Amsterdamse of Diemense brug. De naam van de brug verwijst naar een eikenbos dat hier 3000 jaar geleden stond. De bomen zijn in de loop der jaren geconserveerd in de zure veengrond die hier aanwezig was, en zijn deels nog aanwezig. Dit half gefossiliseerde hout wordt veeneik genoemd.
Opmerkelijk is dat de brug, dan al bijna 20 jaar oud, in 2021 soms niet voorkomt op de elektronische kaart van Amsterdam (bij inzoomen verdwijnt de brug, geraadpleegd 9 november 2021). 

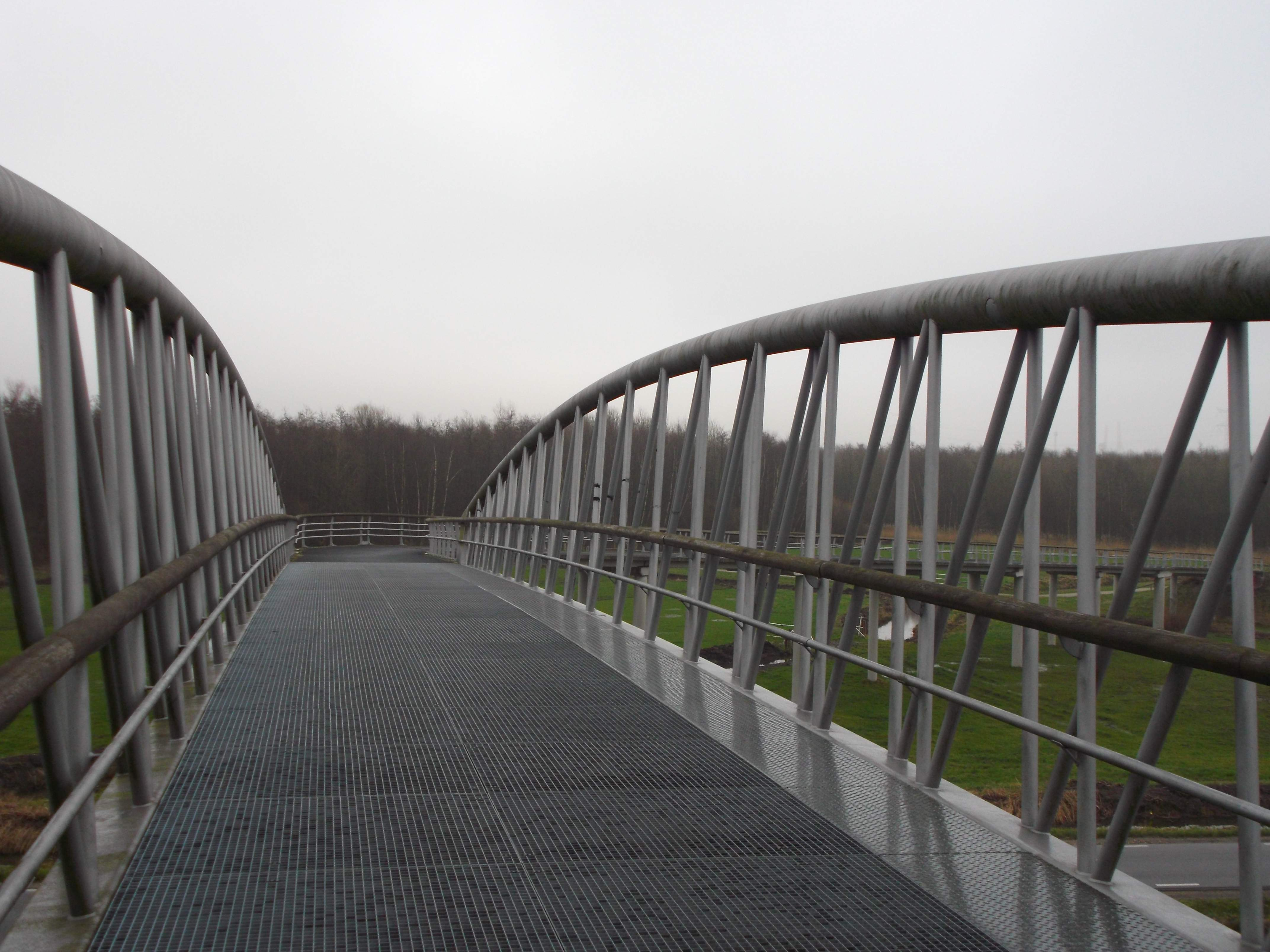
Midden op de Veeneikbrug, met roosters waarover men heen kan lopen of fietsen.
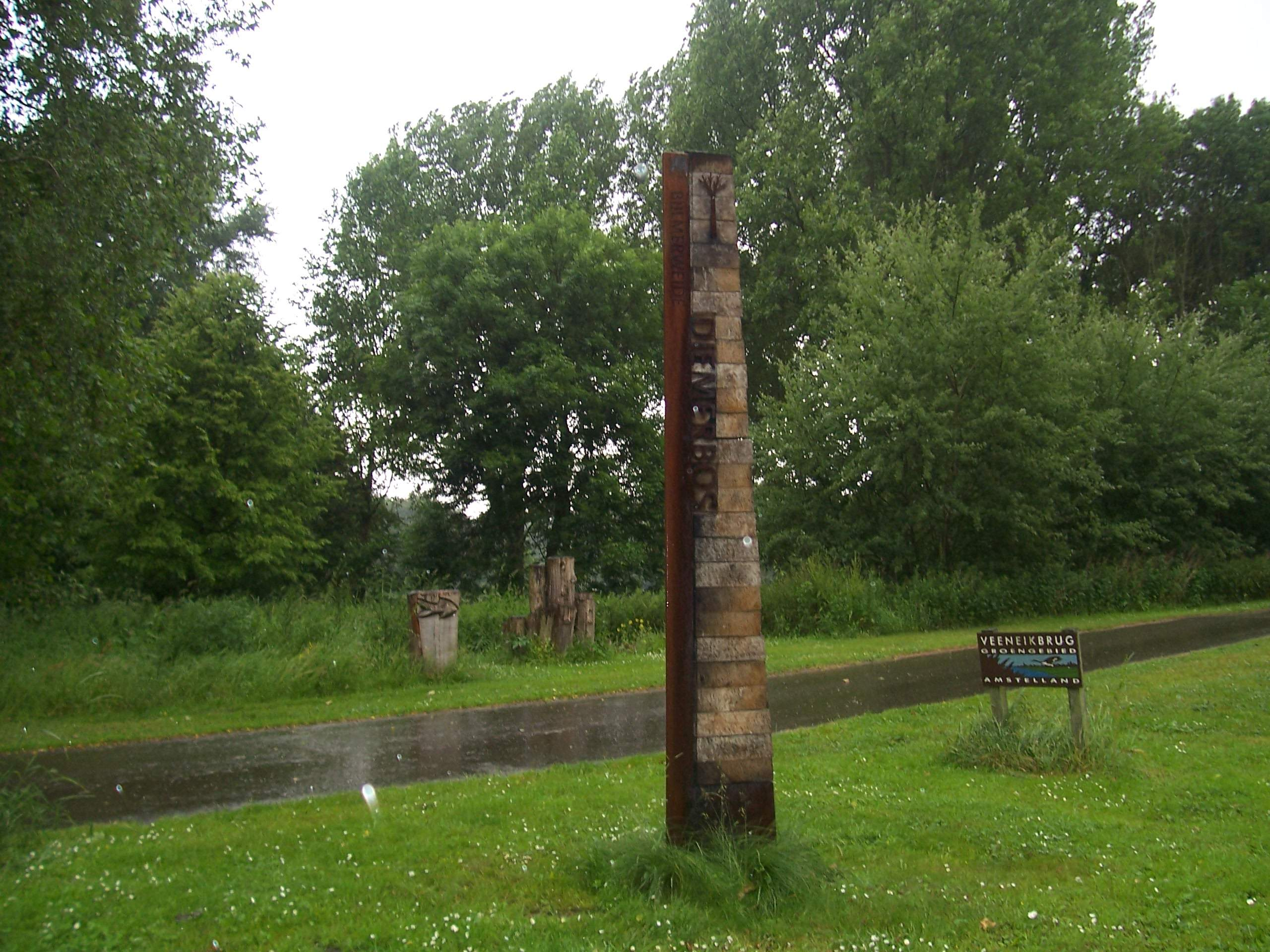
Grens Bijlmerweide en Diemerbos, nog in de Bijlmerweide voor de Veeneikbrug (met bordje Veeneikbrug en toegangspaal.)

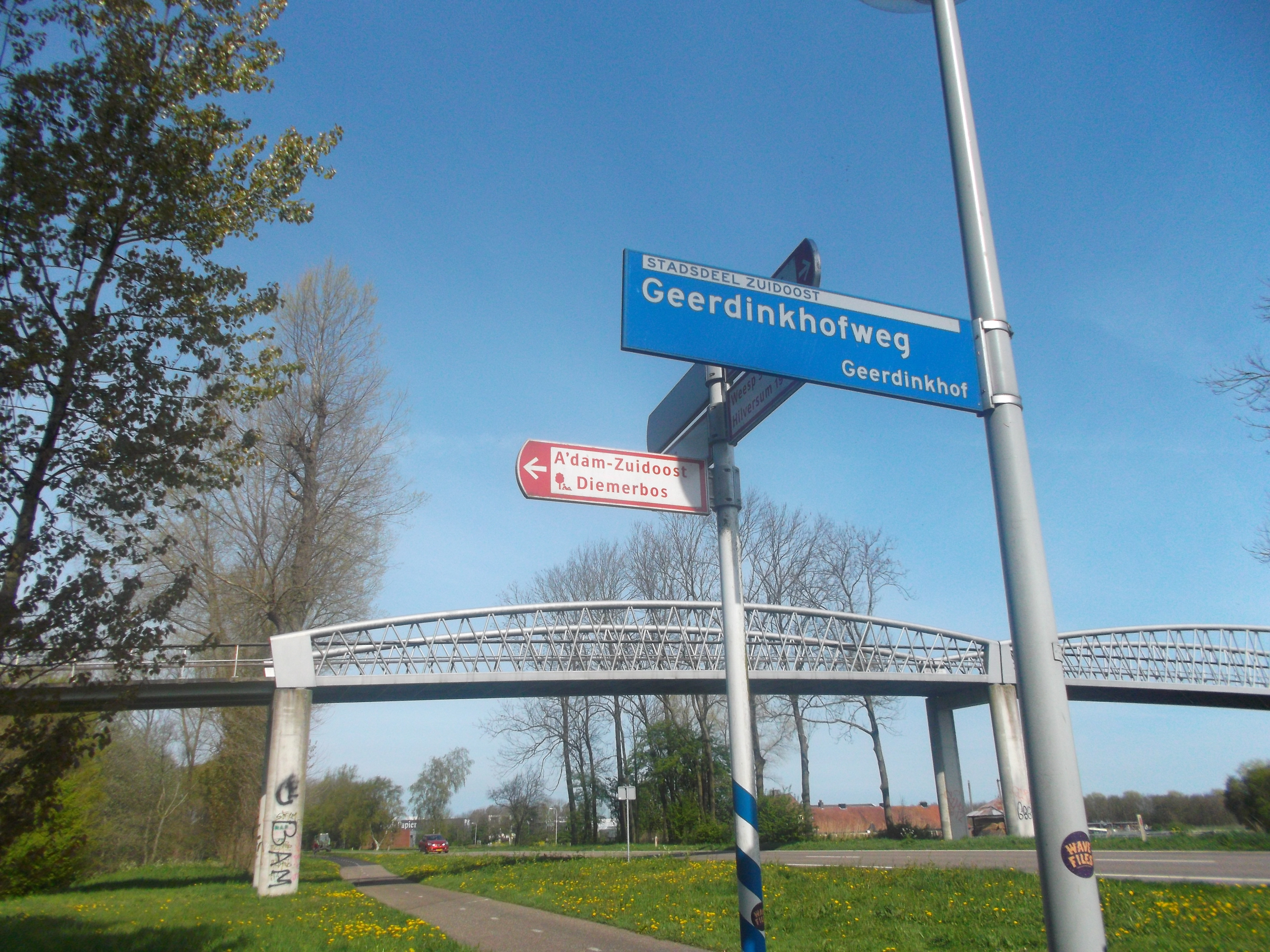
Wegwijzerbordjes bij Veeneikbrug.
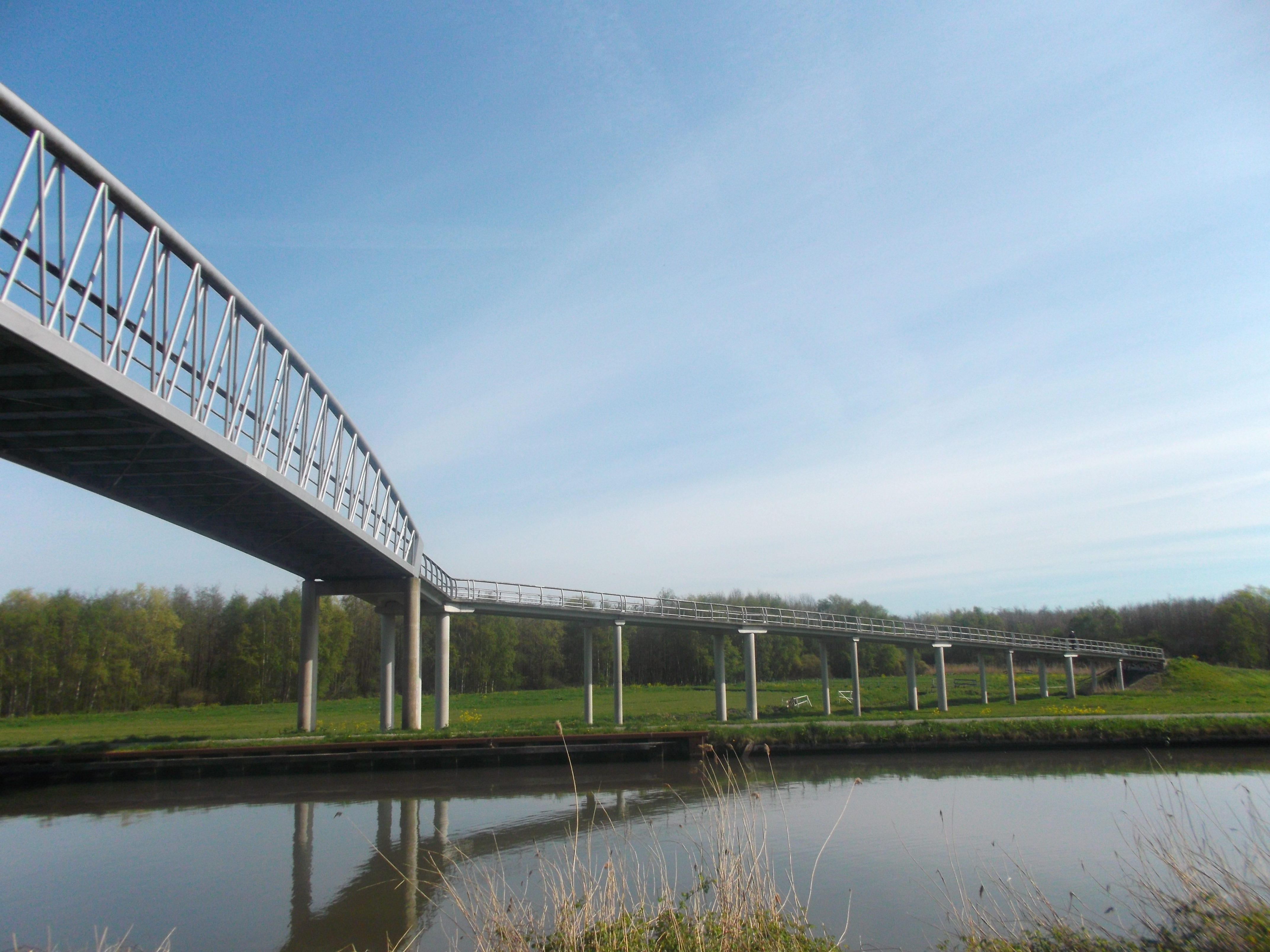
Veeneikbrug, gezien vanaf de waterkant Bijlmerweide.